# Amos Degani
Amos Degani (hebr.: עמוס דגני, ur. 23 maja 1926 w Tel Awiwie, zm. 29 lipca 2012) – izraelski polityk, w latach 1957–1969 poseł do Knesetu z list Mapai i Rafi.

## Życiorys
Urodził się 23 maja 1926 w Tel Awiwie, w ówczesnym Brytyjskim Mandacie Palestyny. Ukończył administrację publiczną na Uniwersytecie Hebrajskim w Jerozolimie.
W wyborach parlamentarnych w 1955 nie dostał się do izraelskiego parlamentu z listy Mapai, jednak w skład trzeciego Knesetu wszedł 19 grudnia 1957, po rezygnacji Aharona Remeza. W 1959 i w 1961 uzyskiwał reelekcję, podczas piątej kadencji Knesetu wszedł w szeregi partii Rafi, z listy tej partii bezskutecznie kandydował w wyborach w listopadzie 1965, jednak już 8 grudnia powrócił do Knesetu, zastępując Cewiego Cura.
Zmarł 28 lipca 2012.